# Śledztwo (powieść Stefana Kisielewskiego)

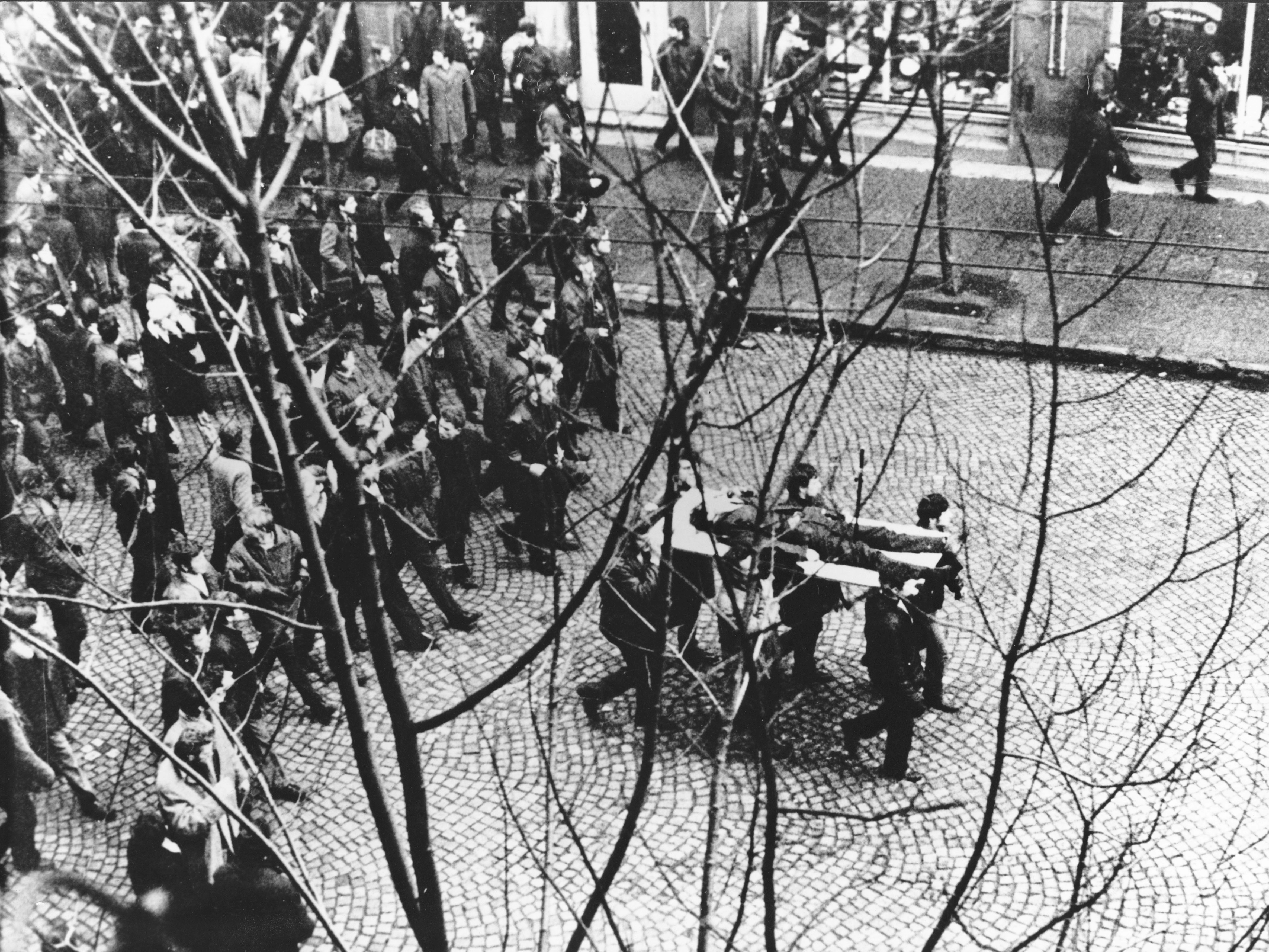
Grudzień 1970

Śledztwo – powieść polityczna Stefana Kisielewskiego, wydana w 1974 r. pod pseudonimem „Tomasz Staliński”, opublikowana przez emigracyjny Instytut Literacki w Paryżu. Pierwsze wydanie krajowe ukazało się w 1990 r. nakładem Instytutu Prasy i Wydawnictw „Novum”.

## Fabuła
Alfred Wisłowski, mieszkający w Warszawie redaktor pisma będącego organem Polskiej Zjednoczonej Partii Robotniczej, był świadkiem robotniczego buntu, do którego doszło na Wybrzeżu – w Degańsku, Goryni i Szczecinie w grudniu 1970 r. Po dziewięciu miesiącach, targany wątpliwościami, postanawia wyświetlić genezę wypadków. Uważa, że grudniowe wydarzenia mogły zostać sprowokowane przez czynniki partyjne na skutek walk frakcyjnych w PZPR. W celu zbadania sprawy na miejscu jedzie do Degańska, gdzie przebywa do 15 września do 21 października 1971 r. W Degańsku zamieszkuje u Antoniego Izbickiego, przywódcy grudniowego strajku, z którym zaprzyjaźnił się w 1970 r. W willi za miastem spotyka się też z grupą anonimowych wyższych działaczy partyjnych.
Książka jest w dużej części zapisem prowadzonych przez bohatera rozmów na temat genezy wydarzeń, w których rozmówcy Wisłowskiego wskazują na trudne warunki materialne robotników, mówią też jednak o kulisach politycznych wydarzeń. Wypadki grudniowe mogły być wynikiem konfliktu między Baryłką, I sekretarzem PZPR, a grupą Brygadiera, który przez sprowokowanie zajść chciał usunąć Baryłkę ze stanowiska. W rozmowach nawiązuje się też wypadków Marca 1968 r., Czerwca 1956 r., lat stalinowskich, roli mniejszości żydowskiej w aparacie władzy. Ostatecznie Baryłka musiał ustąpić, jego miejsce zajął jednak nie Brygadier, lecz Oraczyk, dawniej I sekretarz Komitetu Wojewódzkiego PZPR w Katowicach.
W czasie pobytu w Degańsku Wisłowski jest pod ciągłą presją i jest zastraszany, w końcu zostaje pobity przez „nieznanych sprawców”. Wraca do Warszawy przekonany o tym, że spisek przeciwko Baryłce wprawdzie istniał, głównym motorem wypadków na Wybrzeżu było jednak autentyczne niezadowolenie społeczne, spowodowane podwyżką cen tuż przez świętami Bożego Narodzenia. Swoje wnioski ujmuje w „Memoriale”, który jednak nie ma szans na publikację.

## Interpretacja
Śledztwo jest powieścią z kluczem, w której wydarzenia i postaci fikcyjne mieszają się z rzeczywistymi. Powieść opowiada o wypadkach Grudnia 1970 roku w Gdańsku (Degańsk) i Gdyni (Gorynia). Pod fikcyjnymi nazwiskami pezetpeerowskich prominentów kryją się m.in. Władysław Gomułka (Baryłka), Mieczysław Moczar (Brygadier) i Edward Gierek (Oraczyk).